# Tomasz Sławiński
Tomasz Sławiński (ur. 1958 w Olsztynie) – polski architekt, urbanista i historyk.
Urodził się w 1958 roku w Olsztynie, syn prof. zw. dr hab. Tadeusza Sławińskiego, genetyka populacji, wykładowcy w Szkole Głównej Gospodarstwa Wiejskiego (zm. 2009) i Marii Danuty z Kretkowskich.
Absolwent Liceum im. Mikołaja Reja w Warszawie, Politechniki Warszawskiej (Wydział Inżynierii Lądowej, Wydział Architektury), doktor nauk humanistycznych w zakresie historii (Instytut Historii PAN).
Początkowo współpracownik Zakładu Historii Budowy Miast w Instytucie Podstaw Rozwoju Architektury WAPW u prof. Teresy Zarębskiej później Zakładu Projektowania Obszarów Śródmiejskich w Instytucie Urbanistyki i Planowania Przestrzennego WAPW (u prof. Jerzego Skrzypczaka). Od 1987 r. w Biurze Planowania Rozwoju Warszawy, jako projektant planów zagospodarowania przestrzennego m.in. planu dzielnicy Wilanów Zachodni (2001). W latach 1992 – 1995 Sekretarz Zarządu Warszawskiej Fundacji Rozwoju Regionalnego. W latach 2004–2016 zastępca dyrektora w Mazowieckim  Biurze Planowania Regionalnego gdzie opracował plan zagospodarowania przestrzennego obszaru metropolitalnego Warszawy i liczne strategie rozwoju. Członek Rady Architektury i Rozwoju Warszawy (2008-2010) i Miejskiej Komisji Urbanistyczno-Architektonicznej. Od 2018 Przewodniczący Głównej Komisji Urbanistyczno – Architektonicznej w Ministerstwie Rozwoju i Technologii. Członek Zespołu doradczego do przygotowania założeń reformy systemu planowania i zagospodarowania przestrzennego w MRIT. Od 2019 do 2024 Wicedyrektor Narodowego Instytutu Architektury i Urbanistyki.
Członek Zarządu Głównego Towarzystwa Urbanistów Polskich i Polskiego Towarzystwa Heraldycznego oraz Kolegium Sędziów Konkursowych SARP. Autor licznych prac naukowych z dziedziny historii i urbanistyki oraz tekstów publicystycznych